# 회본태합기
《회본태합기》(繪本太閤記)는 1797~1802년에 일본에서 편찬한 소설로, 삽도(삽화)가 많이 실려있다. 글을 쓴 다케우치 가쿠사이(武内確齋, 1770~1827)는 에도 시대 후기에 활동한 오사카 출신의 극작가이자 시인이다. 그리고 삽화를 그린 오카다 교쿠잔(岡田玉山, 1737~1812)은 같은 시기에 활동했던 우키요에(浮世繪) 화가이다.
회본태합기의 삽화는 임진왜란과 정유재란때 조선군이 일본군과 격전을 벌이는 모습을 묘사한 그림이다. 현재 국립진주박물관에 소장되어 있으며 국립중앙도서관에서 열람이 가능하다.

## 특징
회본태합기에 삽입된 삽도들은 치밀한 고증을 통해 당시 전투 및 사건을 재현한 것은 아니지만, 대부분 당시 전투 및 사건의 극적인 상황이 상당히 잘 구현되었다.

## 갤러리

사천성 전투
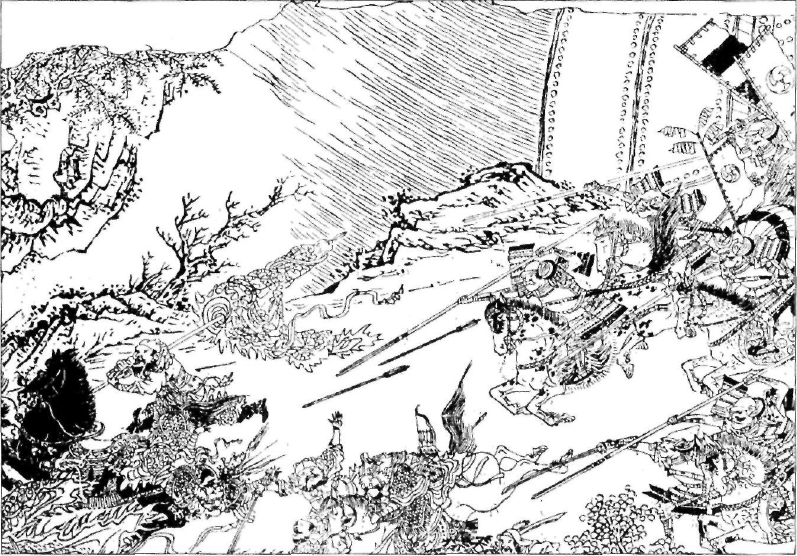
제2차 평양성 전투
제4차 평양성 전투

## 같이 보기
- 명량해전